# SN 2006np
SN 2006np – supernowa typu Ia odkryta 10 listopada 2006 roku w galaktyce A030639+0003. W momencie odkrycia miała maksymalną jasność 21,00m.